# گل خرچنگی
گل خرچنگی (نام علمی: Heliconia) نام یک سرده از راسته زنجبیل‌سانان است.